# Briloner Hochfläche

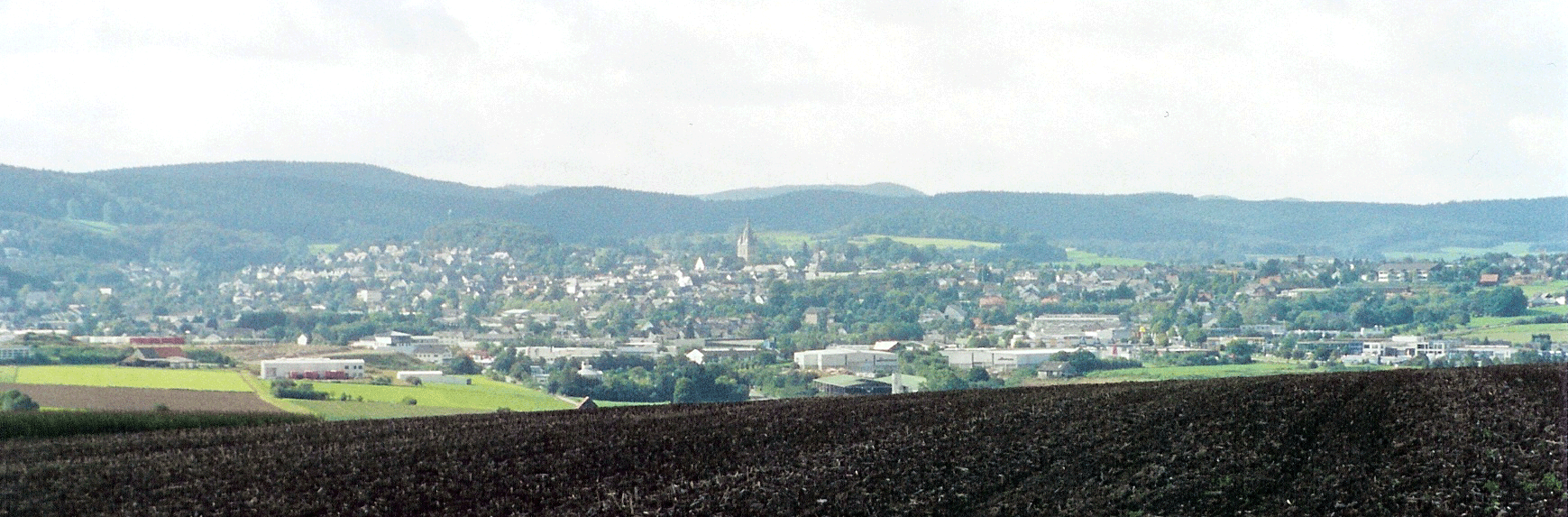
Blick südwestwärts über die Briloner Hochfläche in Richtung Brilon (Standort zwischen Brilon-Wülfte und -Thülen)

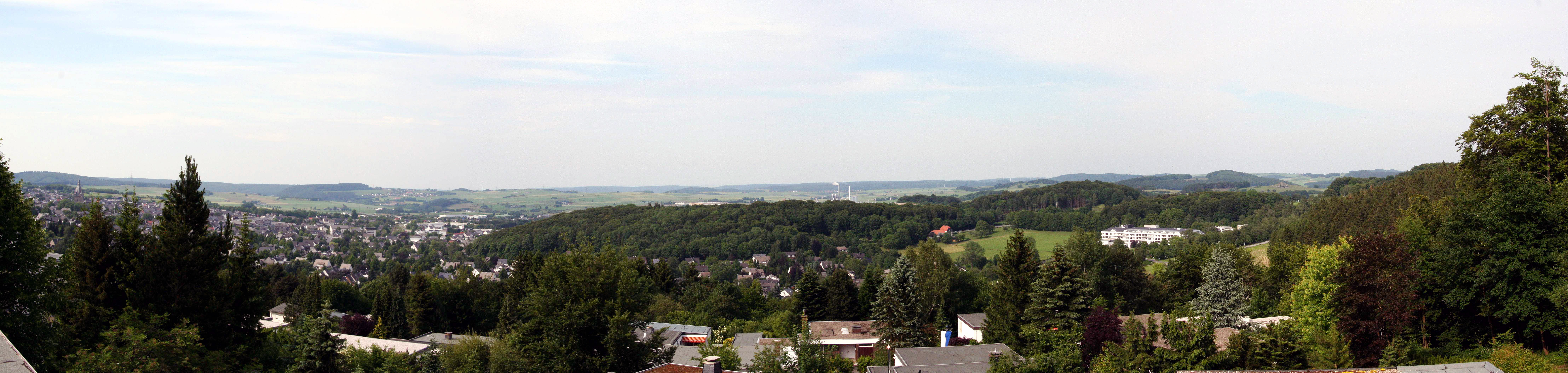
Blick vom Itzelstein am Rand von Brilon über die Briloner Hochfläche nach Norden

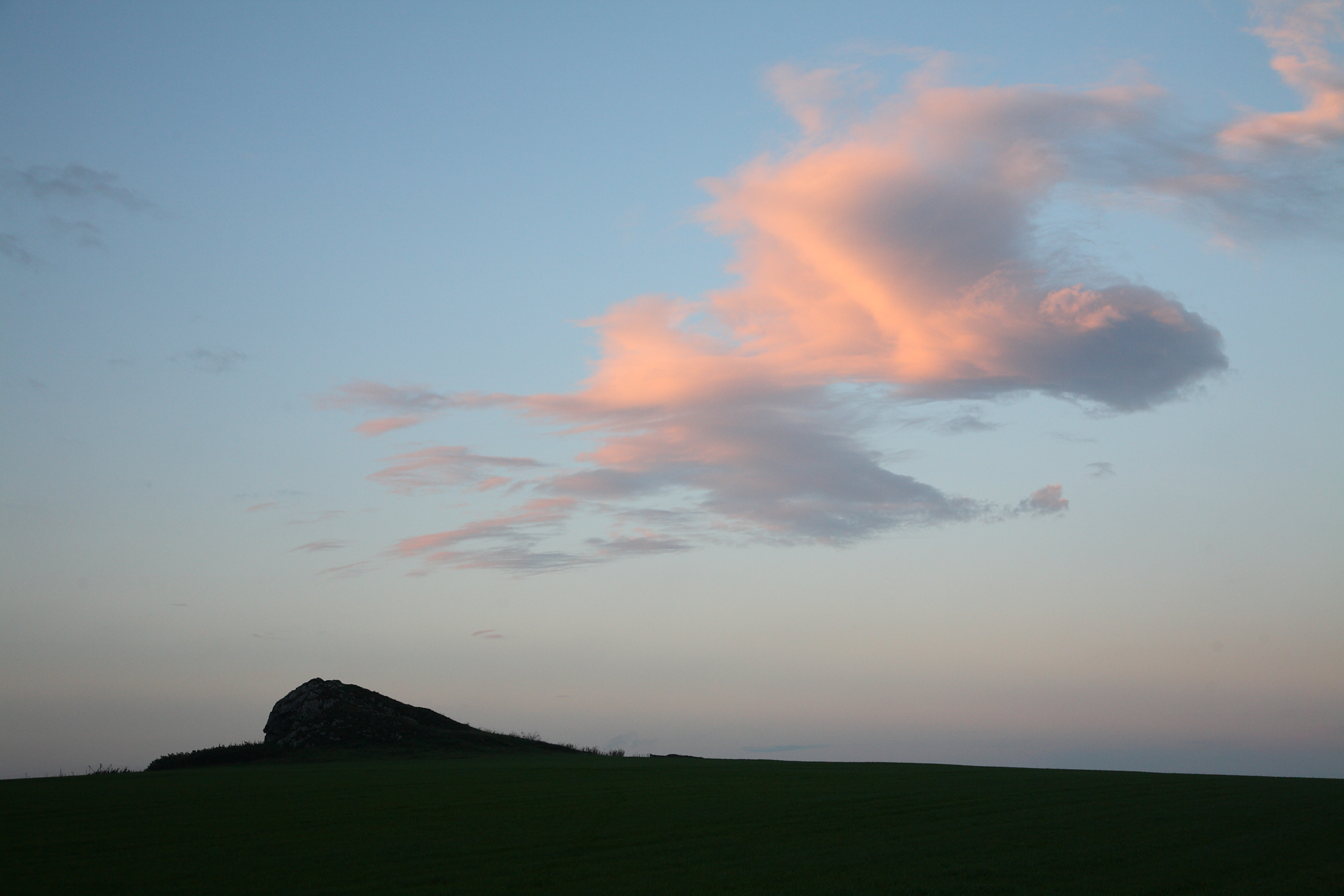
Namenlose? Erhebung (;) im NSG Am Battenberg

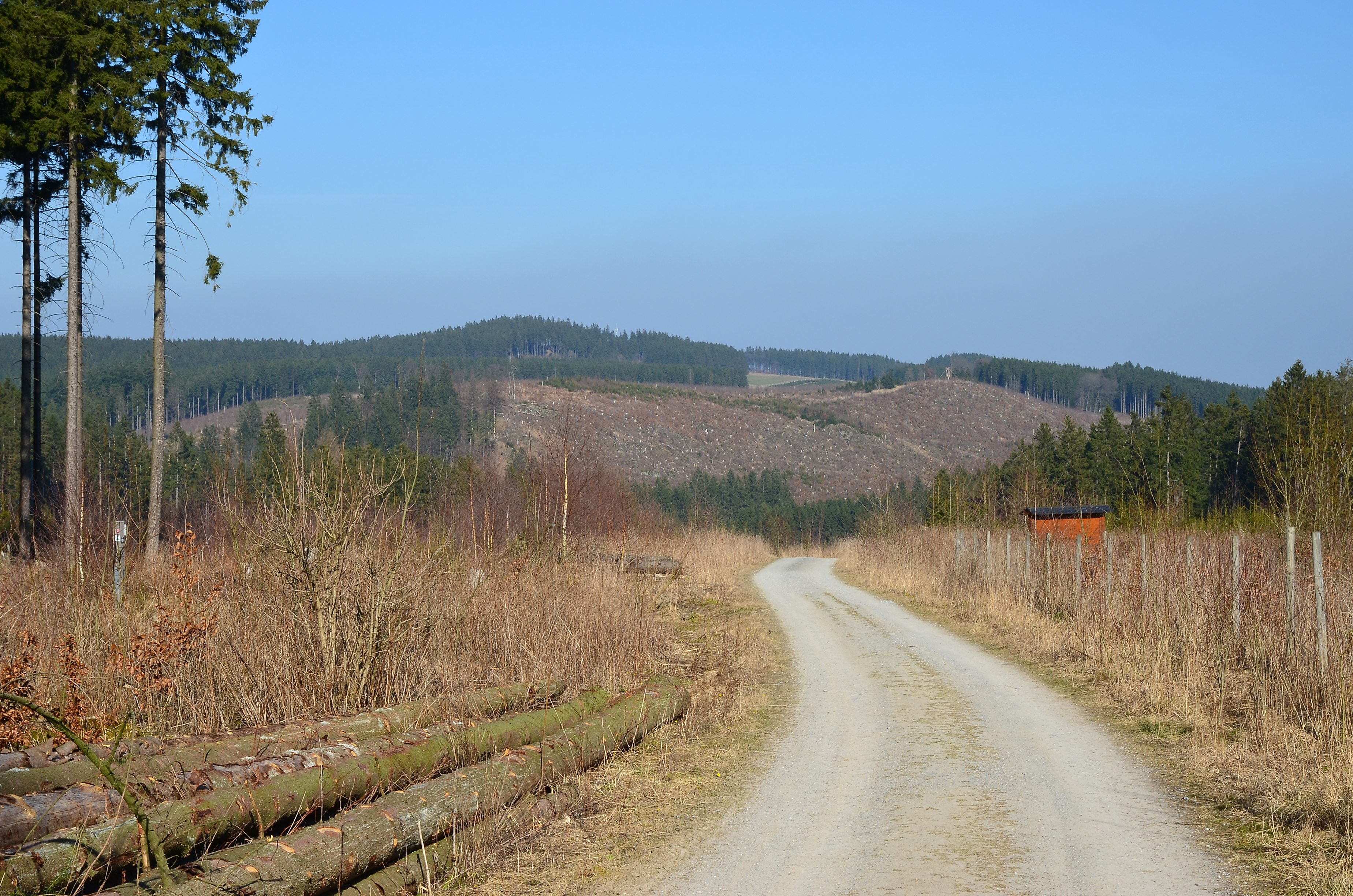
Briloner Hochfläche: Weg nördlich des Borbergs (2014), 7 Jahre nach Kyrill

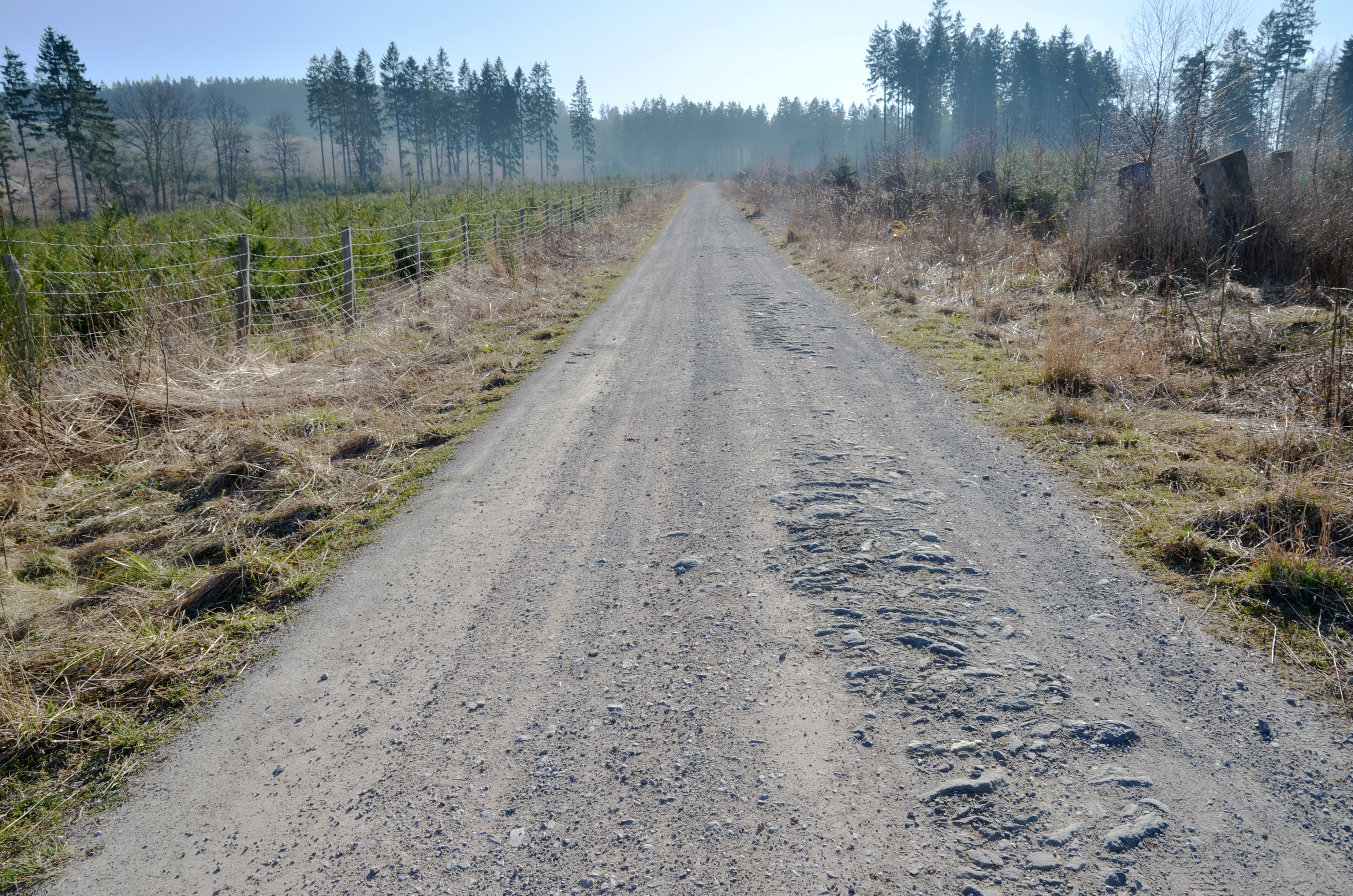
Briloner Hochfläche: Weg zwischen dem Borberg und der Hiebammen-Hütte (2014), 7 Jahre nach Kyrill

Die Briloner Hochfläche ist eine Hochebene im Hochsauerlandkreis in Nordrhein-Westfalen (Deutschland). Sie wird von den Briloner Höhen umschlossen, deren Berge bis 670,2 m ü. NHN hoch sind.

## Geographie

### Lage
Die Landschaft der Briloner Hochfläche und Briloner Höhen umschließt die Kernstadt von Brilon und schließt mehrere Stadtteile mit ein. Verwaltungsmäßig gehört sie überwiegend zum Hochsauerlandkreis, im Nordosten gehört sie bei Bleiwäsche zum Kreis Paderborn. Sie hat etwa die Form einer Ellipse; die Längsachse verläuft von Ostnordosten nach Westsüdwesten.
Sie geht im Norden und Nordosten über das Almebergland sanft in das Sintfeld über. Im Osten und Südosten fällt sie in das recht tief eingeschnittene Tal der Hoppecke ab. Im Süden schließen sich Sauerland und Upland (Landschaften des Rothaargebirges) an, im Westen der Warsteiner Wald (Ostteil vom Arnsberger Wald) und im Nordwesten der schmale Haarstrang. Im Norden fällt das Gelände (jenseits von Sintfeld und Haarstrang) mehr oder weniger sanft zur Westfälischen Bucht in Richtung zur Lippe hin ab. Die Hochfläche bildet eine Ackerinsel inmitten von bewaldeten Berg- und Hügellandschaften.

### Naturräumliche Zuordnung
Die Briloner Hochfläche gehört in der naturräumlichen Haupteinheitengruppe Süderbergland (Nr. 33), in der Haupteinheit Nordsauerländer Oberland (334) und in der Untereinheit Briloner Land (334.7) zum Naturraum Briloner Kalkplatten oder (Briloner Kalkplateau) (334.70).

### Berge
Zu den Bergen der Briloner Höhen gehören – sortiert nach Höhe in Meter (m) über Normalhöhennull (NHN):
- Borberg (670,2 m)[1] – südwestlich von Brilon (Naturraum 333.83 Habuch, Rothaargebirge)
- Bilstein (620,1 m)[1] – nordwestlich von Brilon-Hoppecke (332.70 Padberger Schweiz, Ostsauerländer Gebirgsrand)
- Poppenberg (605,0 m)[1] – südlich von Brilon (335.0 Oberruhrgesenke, Sauerländer Senken)
- Eisenberg (596,2 m)[2] – südwestlich von Brilon (Oberruhrgesenke)
- Weiße Frau (562,1 m)[1] – östlich von Rösenbeck (Padberger Schweiz)
- Heimberg (536,6 m)[2] – östlich von Brilon (334.70 Briloner Kalkplatten)
- Totenkopf (504,2 m)[1] – westlich von Marsberg (334,8 Fürstenberger Wald, Nordsauerländer Oberland)
- Schaaken (497,2 m)[1] – ostnordöstlich von Brilon (334.70 Briloner Kalkplatten)
- Schälhorn (499,2 m)[1] – östlich von Scharfenberg (Oberruhrgesenke)
- Bulstern (482,1 m)[2] – westlich von Wülfte (334.70 Briloner Kalkplatten)
- Schweinskopf (481,4 m)[1] – ostsüdöstlich von Bleiwäsche
- Schellberg (472 m)[3]

### Fließgewässer
Zu den Fließgewässern der Briloner Hochfläche gehören die Alme, die bei Ober-Alme entspringt, die Hochebene nach Norden verlässt und schließlich als südlicher Zufluss in der Lippe mündet, und die Möhne, die am Osthang des Poppenbergs entspringt, im Rahmen eines Oberlaufabschnitts die Hochebene in Süd-Nord-Richtung durchfließt und einen Zufluss der Ruhr darstellt. Außerdem fließen Schwelge und Untreue über die Briloner Hochfläche, deren Wasser jeweils im Rahmen von Bachschwinden im Untergrund verschwinden.

### Wasserscheide
Über die südlich der Briloner Hochfläche gelegenen Teile der Briloner Höhen verläuft ein Abschnitt der Rhein-Weser-Wasserscheide: Während sich das Wasser aller Bäche die in Richtung Norden oder Westen fließen, über Alme und Lippe oder Möhne und Ruhr dem Rhein zuwenden, fließt jenes aller kurzen Fließgewässer, die in südliche Richtungen verlaufen, über Hoppecke und Diemel in die Weser.

### Ortschaften
Zu den Ortschaften der Briloner Hochfläche gehören neben der Kernstadt Brilon die Ortschaften Alme, Altenbüren, Madfeld, Nehden, Radlinghausen, Rixen, Rösenbeck, Thülen und Wülfte. Außerdem liegt die Wünnenberger Ortschaft Bleiwäsche auf der Briloner Hochfläche.

## Geologie

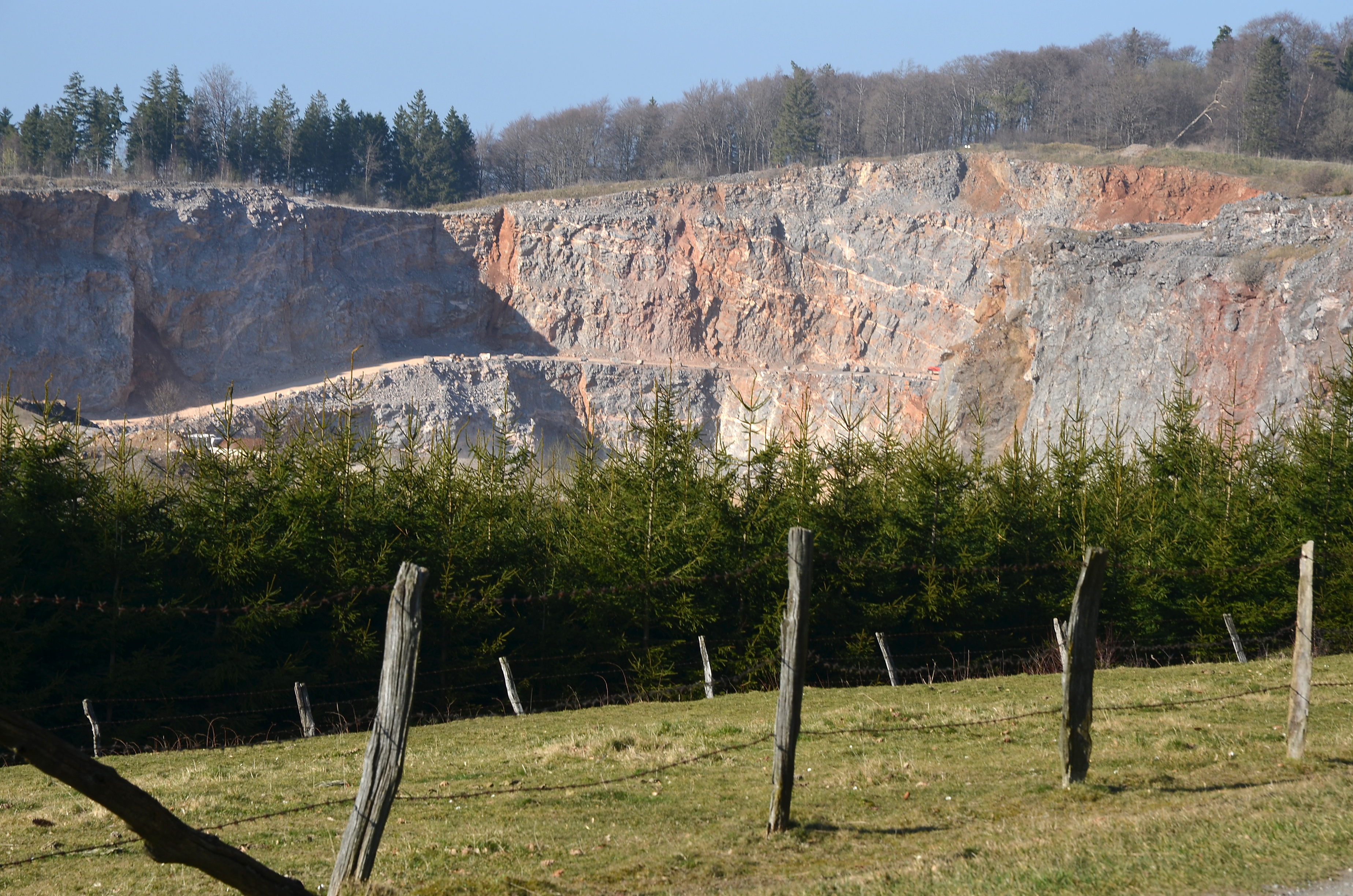
Brilon, Steinbruch Burhagen: Abbau von grauem bis hellgrauem dickbankigem devonischem Massenkalk

Die Geologie von Briloner Hochfläche und Briloner Höhen ist durch den „Briloner Massenkalk“ geprägt, der durch Kalkablagerungen von Korallen im Zeitalter des Devon entstand. Vulkanische Aktivitäten hinterließen unter anderem Eisenvorkommen.

## Verkehr
Briloner Hochfläche und Briloner Höhen werden von Abschnitten der Bundesstraßen 7, 251 und 480 durchzogen, von denen Landes- und Kreisstraßen abzweigen, welche die Ortschaften der Hochebene miteinander verbinden. Südlich vorbei verläuft zwischen Olsberg im Westen und Marsberg im Osten ein Abschnitt der Ruhrtalbahn, an die im nahen Bahnhof Brilon Wald Anschluss besteht.